# Thadée Natanson
Pour les articles homonymes, voir Natanson.
Thadée Natanson, né à Varsovie le 28 mars 1868 et mort à Paris le 26 août 1951, est un avocat, homme d'affaires, journaliste, collectionneur et critique d'art français d'origine juive polonaise, connu surtout pour avoir été le cofondateur et le principal animateur de La Revue blanche.

## Biographie

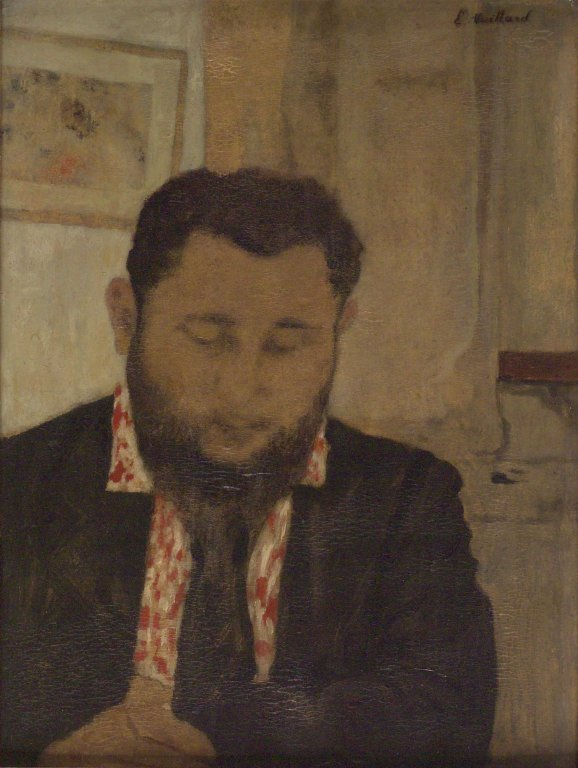
Thadée Natanson par Édouard Vuillard (v. 1897, Brooklyn Museum).

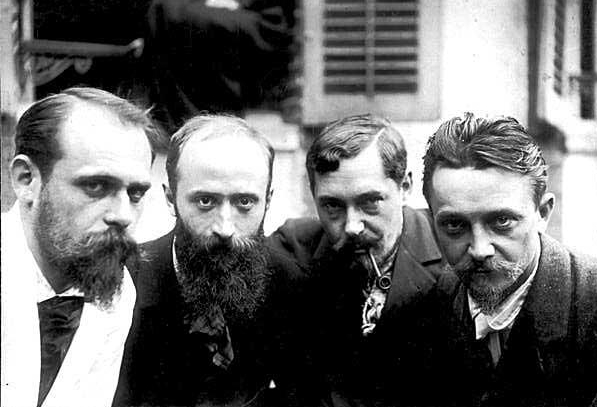
De gauche à droite : Ker-Xavier Roussel, Édouard Vuillard, Romain Coolus et Félix Vallotton vers 1897-1899, à Villeneuve-sur-Yonne photographié par Louis-Alfred Natanson.

Thadée est le fils d'Adam Natanson, banquier juif polonais émigré d'abord à Nancy puis à Paris avec sa femme russe, Anne Reich, et leurs trois fils ; tous seront naturalisés français. Leur appartement sur la place Saint-Michel donnait sur la Seine.
Après des études au lycée Condorcet, puis à la faculté de droit de Paris, Thadée Natanson fonde avec ses frères La Revue blanche en 1889. D'abord établis à Liège, les bureaux de la revue sont transférés l'année suivante à Paris. Alors qu'il n'est officiellement qu'un membre du comité de rédaction, Thadée en est le véritable directeur.
Il épouse en 1893 Misia Godebska, une femme flamboyante de grande culture, excellente pianiste et passionnée de vie mondaine. 
Tous deux sont sensibles à l'expression artistique et sont collectionneurs de tableaux et objets rares. Ils reçoivent dans leur propriété de Villeneuve-sur-Yonne, Les Relais, de nombreuses personnalités du monde artistique et littéraire, dont Édouard Vuillard, Pierre Bonnard, Toulouse-Lautrec, Félix Vallotton, Fernand Gregh, Anatole France, Octave Mirbeau, Marcel Proust, Jules Renard, Stéphane Mallarmé.
Lors de l'affaire Dreyfus, la famille Natanson soutient activement des dreyfusards et ouvre les pages de la Revue blanche aux défenseurs du capitaine en exil. En 1898, Thadée Natanson est l'un des fondateurs de la Ligue des droits de l'homme.
Après son divorce en 1905, il perd de son panache dans la vie parisienne. La Revue blanche étant tombée en faillite, il se consacre principalement aux affaires.
En 1914, il régularise sa relation avec Reine Vaur (1885-1953) et l'épouse. Le couple restera uni jusqu'aux derniers jours.
Thadée Natanson est le dédicataire de l'un des chapitres de Faustroll d'Alfred Jarry, qu'il soutenait matériellement. 
Il a également collaboré avec Octave Mirbeau pour sa comédie Le Foyer, créée à la Comédie-Française en 1908.

## Publications
- Le Foyer, comédie en 3 actes, avec Octave Mirbeau, Paris, Comédie-Française, 7 décembre 1908 (Fasquelle, 1908)
- (en) Léon Blum, man and statesman, avec Geoffrey Fraser, Londres, V. Gollancz, 1937
- Peints à leur tour, Paris, A. Michel, 1948, prix Charles Blanc de l’Académie française en 1949
- Pissarro, Lausanne, J. Marguerat, 1950
- Le Bonnard que je propose, 1867-1947, Genève, P. Cailler, 1951
- Un Henri de Toulouse-Lautrec, Paris, ENSB-A, 1992